# Tokushi Yoron
O Tokushi Yoron (読史余論, "Uma Leitura da História")  é uma análise histórica do período Edo da história japonesa escrita em 1712 por Arai Hakuseki (1657–1725).
O esforço inovador de Hakuseki para entender e explicar a história do Japão difere significativamente de cronologias anteriores que foram criadas por outros escritores, como:
- Gukanshō (por volta de 1220) por Jien, cujo trabalho evidenciou uma perspectiva claramente budista;[2] ou
- Jinnō Shōtōki (1359) por Kitabatake Chikafusa, cujo trabalho evidenciou uma perspectiva nitidamente xintoísta;[3] ou
- Nihon Ōdai Ichiran (1652) por Hayashi Gahō, cujo trabalho evidenciou uma perspectiva distintamente neoconfucionista.[4]

O trabalho de Hakuseki evita essa categorização fácil e, ainda assim, ele teria resistido a ser rotulado de não xintoísta, não budista ou não confucionista em sua vida ou obra. Sua abordagem analítica da história difere de seus predecessores, pois o Tokushi Yoron identifica um processo de transferência de poder entre gerações. As primeiras histórias japonesas pretendiam, em grande parte, ser interpretadas como documentando como o passado legitima o atual status quo.
Tokushi Yoron tem seus problemas. Hakuseki foi criticado por ser excessivamente casual ao identificar as fontes que usou para escrever. Por exemplo, ele emprestou extensivamente de Nihon Ōdai Ichiran de Hayashi Gahō; mas ele não sentiu necessidade de reconhecer esse fato. Não muito distante, a Modelagem conceitual de Tokushi Yoron apresentou a periodização da história com base nas mudanças no poder político; e essa postura racional diferencia este trabalho de suas fontes.